# Glatthaie
Die Glatthaie (Triakidae), auch Marderhaie oder Hundshaie genannt, sind eine Familie der Grundhaie (Carcharhiniformes). Sie unterteilen sich in neun Gattungen und über 45 Arten, von denen 28 zu der Gattung Mustelus gehören.

## Merkmale
Es sind kleine bis mittelgroße (Maximalgröße: zwei Meter) Haie. Auffallend ist die im Gegensatz zu anderen Haien sehr glatte Haut (→Name), die nur von winzigen Hautzähnchen bedeckt ist. Glatthaie sind gewöhnlich grau oder graubraun gefärbt, nicht gemustert, mit einer helleren Unterseite. Der Kopf besitzt keine seitlich hervorstehende Kanten. Die Augen sind oval und stehen horizontal. Sie sind für gewöhnlich doppelt so lang wie hoch. Spritzlöcher sind vorhanden aber sehr klein. Die vorderen Nasenöffnungen verfügen über kleine Klappen, die 2,5- bis 3,2-mal so breit sind wie die Nasenöffnungen. Die Labialfalten am Maul sind sehr lang. Die Zähne sind klein mit 3 bis 4 Spitzen. Sie stehen in jedem Kiefer in 43 bis 60 Reihen und sind in beiden Kiefern gleichförmig. Die seitlich liegenden Zähne bilden keine kammartigen Reihen. Glatthaie haben zwei dornenlose Rückenflossen. Die erste ist relativ klein und niedriger als der obere Lobus der Schwanzflosse. Sie liegt näher zur Brustflossenbasis als zur Basis der Bauchflossen. Die Radialia der Brustflossen beschränken sich auf die Flossenbasis. Gruben auf dem Schwanzflossenstiel fehlen. Der obere Rand des oberen Schwanzflossenlobus ist immer glatt. Der untere Lobus der Schwanzflosse ist klein oder fehlt. Die Wirbelkörper besitzen einen keilförmigen, zentralen, verknöcherten Kern. Der Spiraldarm verfügt über 14 bis 16 Windungen.
Glatthaie vermehren sich ovovivipar oder vivipar. Die Plazenta ist kugelförmig.

## Verbreitung
Glatthaie leben weltweit in tropischen, subtropischen und gemäßigten Breiten in den Schelfgebieten aller Ozeane. Beinahe kein Glatthai lebt in den offenen Weltmeeren; vom Hundshai ist bekannt, dass er durchaus auch pelagial leben kann. Eine Art, der mit nur 37 Zentimetern kleinste Glatthai Iago omanensis, geht bis in Tiefen von 2000 Metern. In europäischen Gewässern, wie der Nordsee, der Irischen See, dem Ärmelkanal, dem Golf von Biscaya und dem Mittelmeer leben der Hundshai (Galeorhinus galeus), der Graue Glatthai (Mustelus mustelus) und der Weißgefleckte Glatthai (Mustelus asterias).

## Systematik

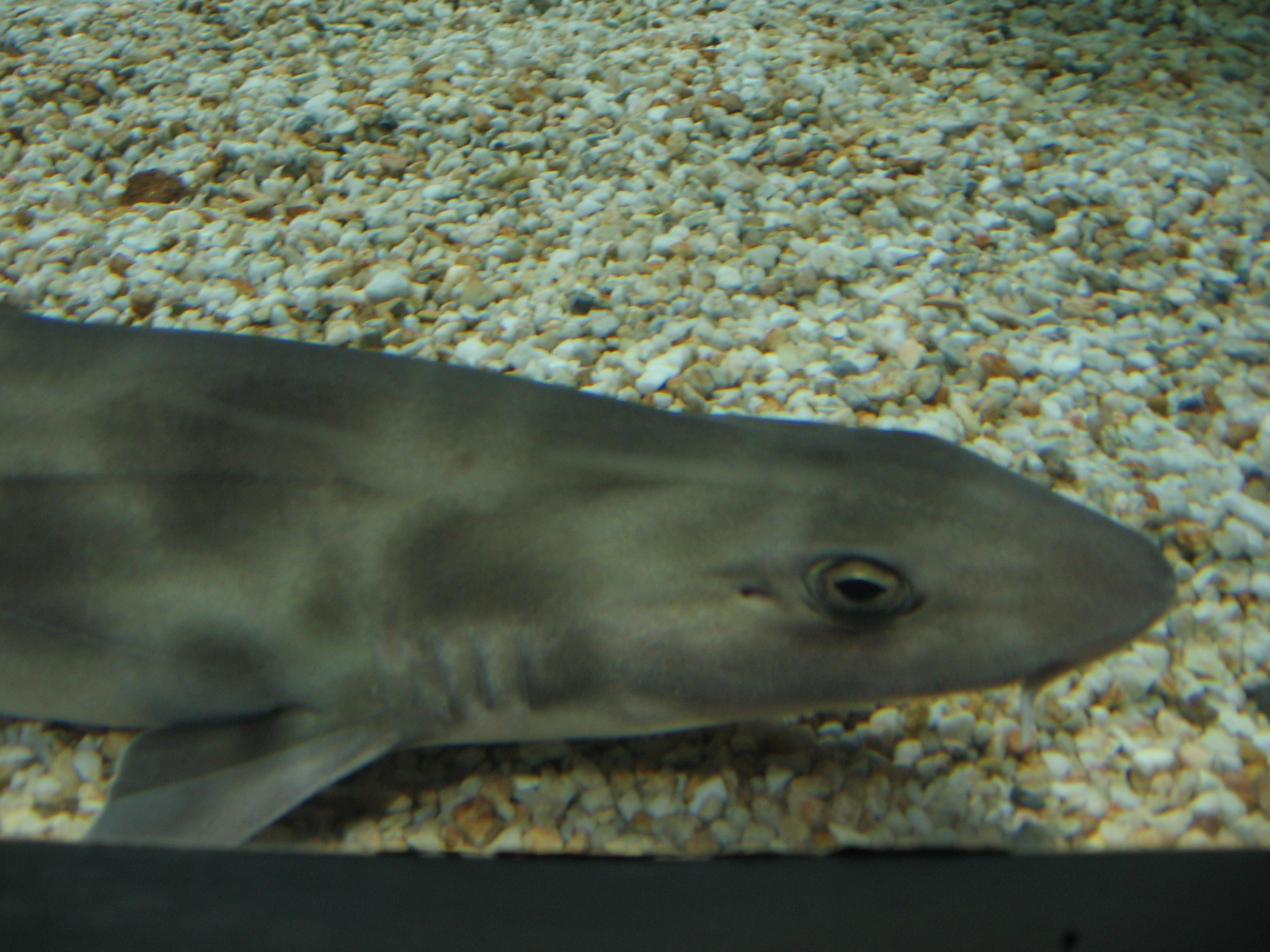
Schnauzbarthai (Furgaleus macki)

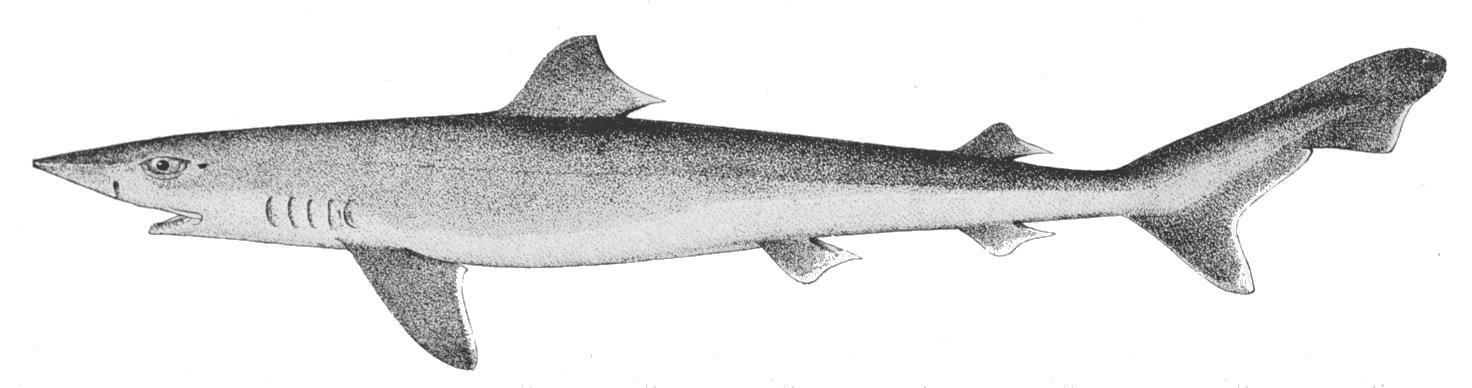
Hundshai (Galeorhinus galeus)

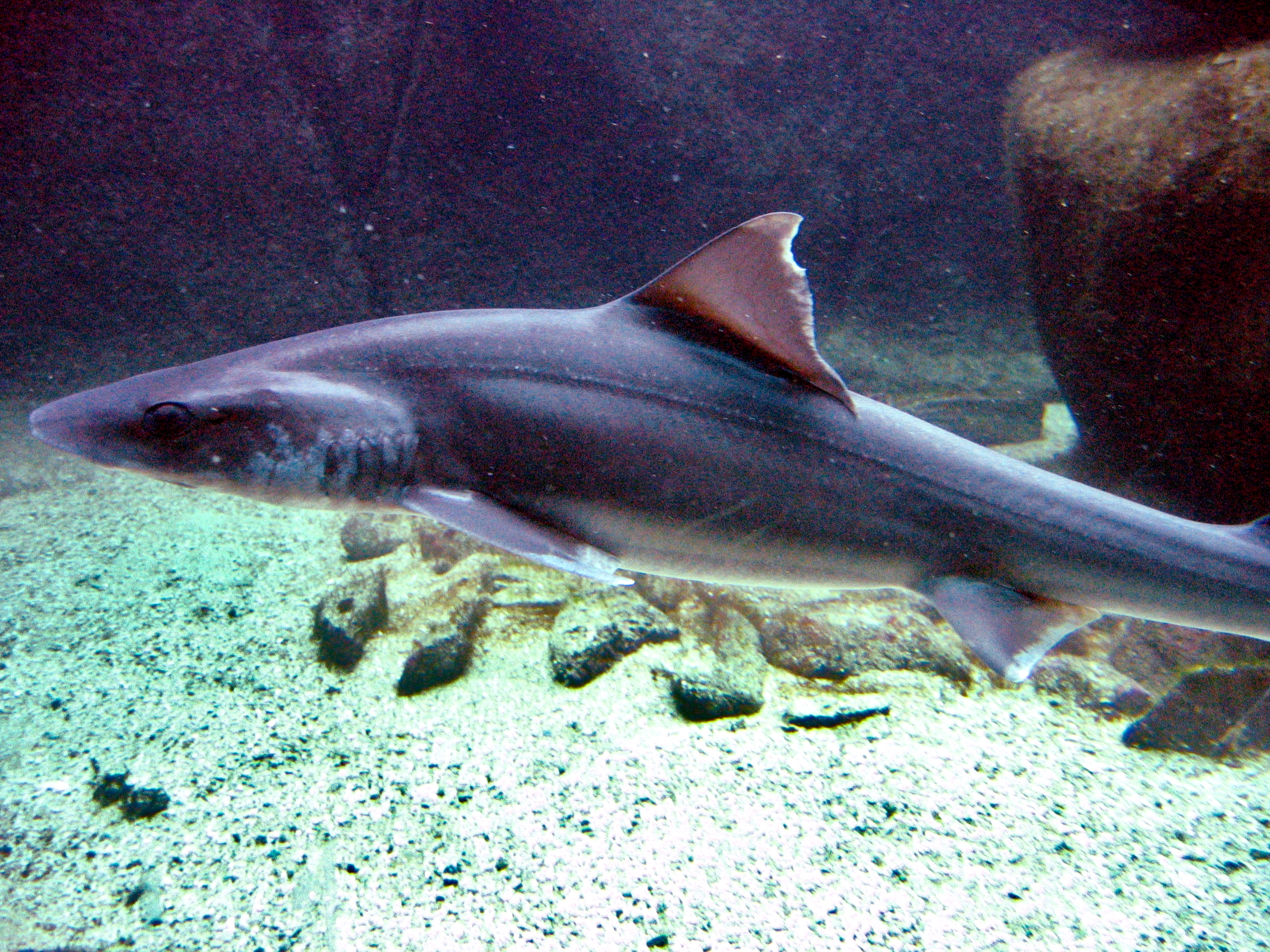
Weißgefleckter Glatthai (Mustelus asterias)

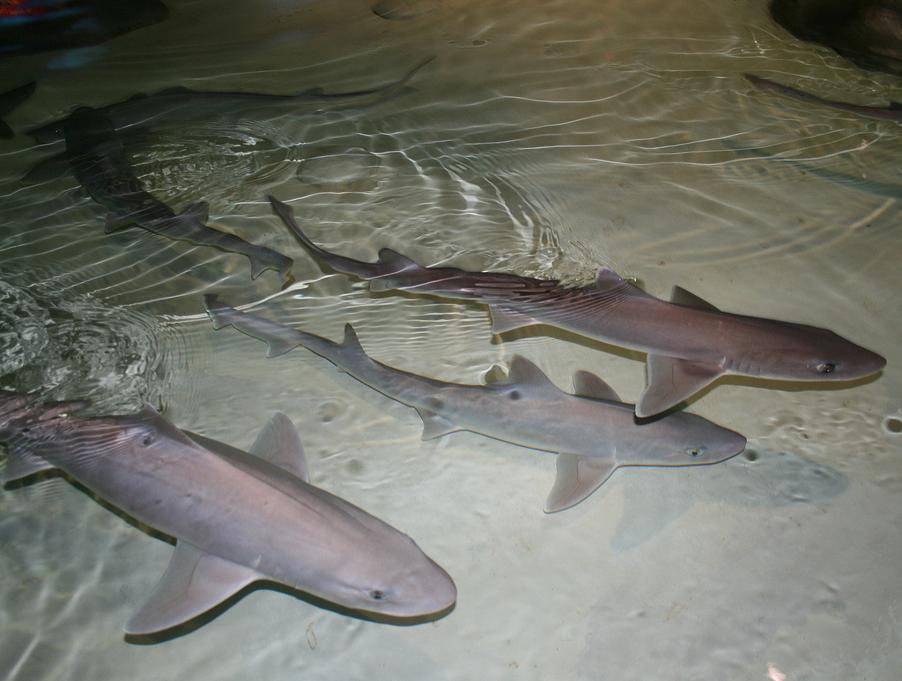
Dunkler Glatthai (Mustelus canis)

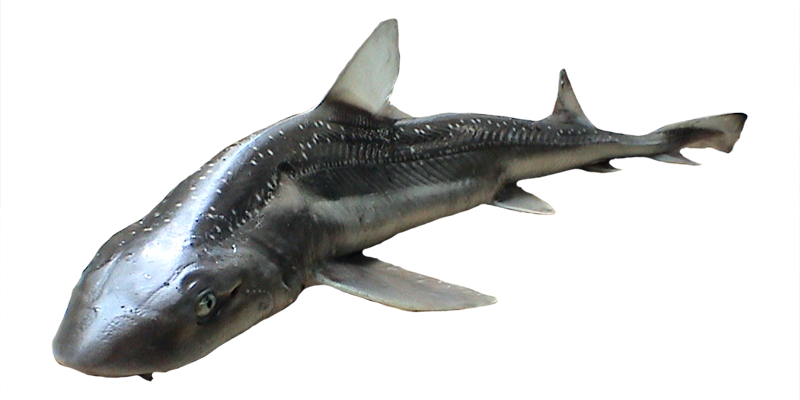
Sternenfleck-Glatthai (Mustelus manazo)

Es gibt neun Gattungen und 47 Arten:
- Gattung: Furgaleus  Whitley, 1951
  - Schnauzbarthai (Furgaleus macki  (Whitley, 1943))
- Gattung: Galeorhinus  Blainville, 1816
  - Hundshai (Galeorhinus galeus  (Linnaeus, 1758))
- Gattung: Gogolia  Compagno, 1973
  - Segelflossen-Glatthai (Gogolia filewoodi  Compagno, 1973)
- Gattung: Hemitriakis  Herre, 1923
  - Tiefsee-Sichelflossen-Hundshai (Hemitriakis abdita  Compagno & Stevens, 1993)
  - Hemitriakis complicofasciata  Takahashi & Nakaya, 2004
  - Hemitriakis indroyonoi  White, Compagno & Dharmadi, 2009
  - Sichelflossen-Hundshai (Hemitriakis falcata  Compagno & Stevens, 1993)
  - Japanischer Hundshai (Hemitriakis japanica  (Müller & Henle, 1839))
  - Weissflossen-Hundshai (Hemitriakis leucoperiptera  Herre, 1923)
- Gattung: Hypogaleus  Smith, 1957
  - Schwarzspitzen-Glatthai (Hypogaleus hyugaensis  (Miyosi, 1939))
- Gattung: Iago Compagno & Springer, 1971
  - Langnasen-Hundshai (Iago garricki  Fourmanoir & Rivaton, 1979)
  - Großaugen-Hundshai (Iago omanensis  (Norman, 1939))
- Gattung: Mustelus  Linck, 1790
  - Mustelus albipinnis  Castro-Aguirre, Atuna-Mendiola, Gonzáz-Acosta & De la Cruz-Agüero, 2005
  - Mustelus andamanensis White, Arunrugstichai & Naylor, 2021
  - Australischer Glatthai (Mustelus antarcticus  Günther, 1870)
  - Weißgefleckter Glatthai (Mustelus asterias  Cloquet, 1821)
  - Mustelus californicus  Gill, 1864
  - Dunkler Glatthai (Mustelus canis  (Mitchill, 1815))
  - Scharfzahn-Glatthai (Mustelus dorsalis  Gill, 1864)
  - Gestreifter Glatthai (Mustelus fasciatus  (Garman, 1913))
  - Fleckenloser Glatthai (Mustelus griseus  Pietschmann, 1908)
  - Brauner Glatthai (Mustelus henlei  (Gill, 1863))
  - Kleinaugen-Glatthai (Mustelus higmani  Springer & Lowe, 1963)
  - Gefleckter Brackwasser-Glatthai (Mustelus lenticulatus  Phillipps, 1932)
  - Sichelflossen-Glatthai (Mustelus lunulatus  Jordan & Gilbert, 1882)
  - Sternenfleck-Glatthai (Mustelus manazo  Bleeker, 1854)
  - Mustelus mangalorensis  Cubelio, Remya & Kurup, 2011
  - Gefleckter Glatthai (Mustelus mento  Cope, 1877)
  - Mustelus minicanis  Heemstra, 1997
  - Arabischer Glatthai (Mustelus mosis  Hemprich & Ehrenberg, 1899)
  - Grauer Glatthai (Mustelus mustelus  (Linnaeus, 1758))
  - Schmalflossen-Glatthai (Mustelus norrisi  Springer, 1939)
  - Weißgefleckter Glatthai (Mustelus palumbes  Smith, 1957)
  - Schwarzpunkt-Glatthai (Mustelus punctulatus  Risso, 1827)
  - Australischer grauer Glatthai (Mustelus ravidus  White & Last, 2006)
  - Engnasen-Glatthai (Mustelus schmitti  Springer, 1939)
  - Mustelus sinusmexicanus  Heemstra, 1997
  - Mustelus stevensi  White & Last, 2008
  - Mustelus walkeri  White & Last, 2008
  - Buckeliger Glatthai (Mustelus whitneyi  Chirichigno F., 1973)
  - Weißflossen-Glatthai (Mustelus widodoi  White & Last, 2006)
- Gattung: Scylliogaleus  Boulenger, 1902
  - Nasenlappen-Hundshai (Scylliogaleus quecketti  Boulenger, 1902)
- Gattung: Triakis  Müller & Henle, 1838
  - Scharfflossen-Hundshai (Triakis acutipinna  Kato, 1968)
  - Gepunkteter Hundshai (Triakis maculata  Kner & Steindachner, 1867)
  - Scharfzahn-Hundshai (Triakis megalopterus  (Smith, 1839))
  - Gebänderter Hundshai (Triakis scyllium  Müller & Henle, 1839)
  - Leopardenhai (Triakis semifasciata  Girard, 1855)